# 尹子韶
尹子韶（1896年—1935年），曾用名黄义生、李克敌。湖南永兴人，中共政治人物。
1925年参加革命工作，不久加入中国共产党，在湘南从事农民运动。1927年任中共永兴县委委员，永兴农民自卫军领导人。1928年参加湘南起义，任永兴赤色警卫团团长，永兴独立团团长。同年4月随朱德、陈毅等到达井冈山革命根据地，任红4军第12师第35团团长。5月底，被红4军军委派回湘南从事地下工作，后任中共桂阳县委书记，中共湘粤边工委书记，中共湘南工委书记、特委书记。1935年在嘉禾被捕阵亡。